# Conflitto musulmano nel Gansu (1927-1930)
Il conflitto musulmano nel Gansu fu quando una coalizione di generali musulmani scoppiò in rivolta contro il Guominjun nel 1927. Tra i ribelli fu prominente Ma Tingxiang, figlio del generale Ma Anliang, che ricevette aiuti sotto forma di armi da Zhang Zuolin in Manciuria.

## Cause
La carestia, il disastro naturale e l'uso della loro terra per piantare oppio scatenarono la ribellione del popolo di Gansu, sotto il dominio del Guominjun.
Due generali musulmani Hui, Ma Tingxiang e Ma Zhongying alzarono la bandiera della rivolta e attaccarono le forze del Guominjun in tutto il Gansu, partecipando agli assedi di Hezhou.
I combattimenti erano spesso brutali. La rivolta è degenerata da un movimento anti-Guominjun in un conflitto generalizzato etnico e religioso con i musulmani, con atrocità di massa su entrambi i lati.
Durante la rivolta, alcuni generali musulmani come Ma Fuxiang non si unirono alla rivolta, rimanendo ufficialmente parte del Guominjun e facendo appello alla pace. Alla fine, Ma Fuxiang e suo figlio Ma Hongkui disertarono nel Kuomintang senza combattere.
Alcuni generali musulmani come Ma Lin rimasero dalla parte del Guominjun e combatterono contro i ribelli.

## La rivolta
Una rivolta guidata da Ma Tingxiang (Ma T'ing-hsiang ) (馬廷 勷) (figlio di Ma Anliang) nella primavera del 1928 scoppiò tra il popolo Hui nella provincia di Gansu contro il Guominjun di Feng Yuxiang. La cricca del Fengtian sotto Zhang Zuolin inviò rifornimenti di armi a Ma per aiutarlo nella sua rivolta.
Linxia (Hezhou) fu spesso devastata da queste frequenti ribellioni. L'intero sobborgo meridionale della città (ba fang) "otto blocchi" fu rovinato nel 1928 da selvaggi combattimenti tra i musulmani e le forze del Guominjun.
Ma Lin sconfisse Ma Ting-hsiang (Ma Tingxiang).
Ma Tingxiang fu attaccato dal generale musulmano Ma Hongbin che prestava servizio nell'amministrazione di Feng a Ningxia.
Ma Zhongying, un comandante Hui guidò tre attacchi separati contro le forze di Feng a Hezhou, e l'anno seguente, si recò a Nanchino e si dichiarò fedele al Kuomintang, frequentando l'Accademia militare di Whampoa e fu promosso generale. Ma Zhongying combatté anche contro suo prozio Ma Lin, che era un generale musulmano nell'esercito di Feng Yuxiang, sconfiggendolo quando Ma Lin tentò di riconquistare Hezhou. lo slogan dei ribelli era "non uccidere Hui, non uccidere Han, uccidere solo il Guominjun" "不 杀回 ， 不 杀 汉 ， 只 杀 国民 军 的 办事员" 的 口号 ， 并 以 ".
I musulmani Hui appartenenti alla setta Xidaotang e i tibetani a Taozhou furono attaccati dal leader musulmano Hui Ma Zhongying e dai suoi soldati musulmani Hui, provocando un esodo di terrorizzati Xidaotang Hui musulmani che scappavano.
Il Kuomintang incitò i sentimenti contro Yan Xishan e Feng Yuxiang tra i musulmani cinesi e i mongoli, incoraggiandoli a rovesciare il loro dominio.
La rivolta si concluse con tutti i generali e signori della guerra musulmani, come Ma Qi, Ma Lin e Ma Bufang, riaffermare la loro fedeltà al governo del Kuomintang dopo aver sconfitto il Guominjun.
Ma Zhongying e Ma Fuxiang si recarono a Nanchino per impegnarsi ad alleggerire il Kuomintang e Chiang Kai-shek. Ma Fuxiang fu promosso e Ma Zhongying fu addestrato presso l'Accademia militare di Whampoa sotto Chiang, facendo accordi segreti per una futura invasione dello Xinjiang.
Nel 1931 la ribellione cessò totalmente.
Ma Tingxiang si ribellò per la prima volta contro Feng e il Guominjun, disertò da Chiang Kai-shek e Kuomintang dopo che Chiang e Feng si misero in guerra l'uno contro l'altro, e infine dopo che Chiang respinse Ma dalle sue posizioni, tentò di fuggire e fu catturato da Feng e giustiziato nel 1929.
La rivolta di Ma Zhongying del 1928 provocò un incendio che distrusse la Moschea Huasi (Moschea multicolore).